# Spodek
El Spodek es un pabellón multiusos localizado en la ciudad de Katowice, Polonia, e inaugurado en 1971. Además del domo principal, el complejo del recinto incluye un gimnasio, una pista de hielo, un hotel y tres grandes estacionamientos. Es el recinto techado más grande de este tipo en toda Polonia. El Spodek es utilizado principalmente para juegos de hockey sobre hielo, aunque también es sede de numerosos eventos culturales y comerciales, siendo los conciertos musicales eventos no deportivos muy comunes. El Spodek tiene una capacidad de 11 500 espectadores, aunque se suele limitar a 10 000 o incluso 8 000 con el fin de mejorar la visibilidad en los eventos. Su nombre quiere decir platillo en polaco, ya que su forma recuerda a un platillo volador.

## Historia
La idea de construir una arena de grandes magnitudes surgió en 1955, cuando Katowice era temporalmente llamada Stalinogród. Se llevó a cabo un concurso para elegir el mejor diseño del recinto. Inicialmente se planeaba construir en las afueras de la ciudad, pero el consejo de la ciudad decidió que se construyera cerca del centro de la ciudad. El lugar que se eligió para la construcción del Spodek solía ser un pequeño basurero. La construcción se detuvo 18 meses, a causa de que los trabajadores formaron los cimientos con carbón en vez de tierra.
En el verano de 2009, el pabellón acogió la fase final del Eurobasket 2009 que se celebró en Polonia.